# Egerszegi Judit
Egerszegi Judit (Celldömölk, 1953. szeptember 28. – Budapest, 2020. december 8.) magyar színésznő.

## Pályafutása
1975-től a szolnoki Szigligeti Színháznál indult pályája. 1979 és 1982 között a Miskolci Nemzeti Színháznál dolgozott, majd ezután a Békés Megyei Jókai Színháznál volt színésznő. 1985-ben visszatért Miskolcra, 1989 után pedig szabadfoglalkozású színésznőként tevékenykedett. 1981-ben a Kényszerleszállás című estje nagy siker lett, ennek hatására váltott az irodalmi műsorok összeállítására és előadására.

## Színházi szerepeiből
- Molière: Tartuffe... Flipote
- Makszim Gorkij: Éjjeli menedékhely... Natasa
- Maurice Maeterlinck: Kék madár... Myltyl
- Jevgenyij Lvovics Svarc: Az árnyék... Annunciata
- Eduardo De Filippo: Milliomos Nápoly... Maria
- Giulio Scarnacci – Renzo Tarabusi: Kaviár és lencse... Maria
- Agatha Christie: A vád tanúja... Gréta
- Végh Antal: Szép volt fiúk!...Adrienn
- Romhányi József – Fényes Szabolcs: Hamupipőke... Hamupipőke
- Novák János: Mesélő kert... Királylány

## Önálló est
- Szilágyi Domokos: Kényszerleszállás

## Filmjei
- A tanítvány (1977)[3]
- Ússzatok, halacskák! (1980)[4]
- Tartuffe (1981)[3]
- Gyermek születik (1985)[5]
- Szörnyek évadja (1987)[4]
- Kisváros (1993)[4]
- Magellán televíziós játék műsorvezetője

## Magánélete
Férje Körtvélyessy Zsolt Jászai Mari-díjas magyar színész, érdemes és kiváló művész, a kecskeméti Katona József Színház örökös tagja. Lánya Körtvélyessy Kinga, veje L.L. Junior énekes.
2020 novemberében vizesedéssel került kórházba, ahol koronavírusos lett. Átszállították a Szent László Kórházba, ahol rohamosan romlott az állapota, többször is lélegeztetőgépre került, de 5 hét után szervezete feladta a küzdelmet.